# Wojskowy Sąd Polskich Kolei Państwowych

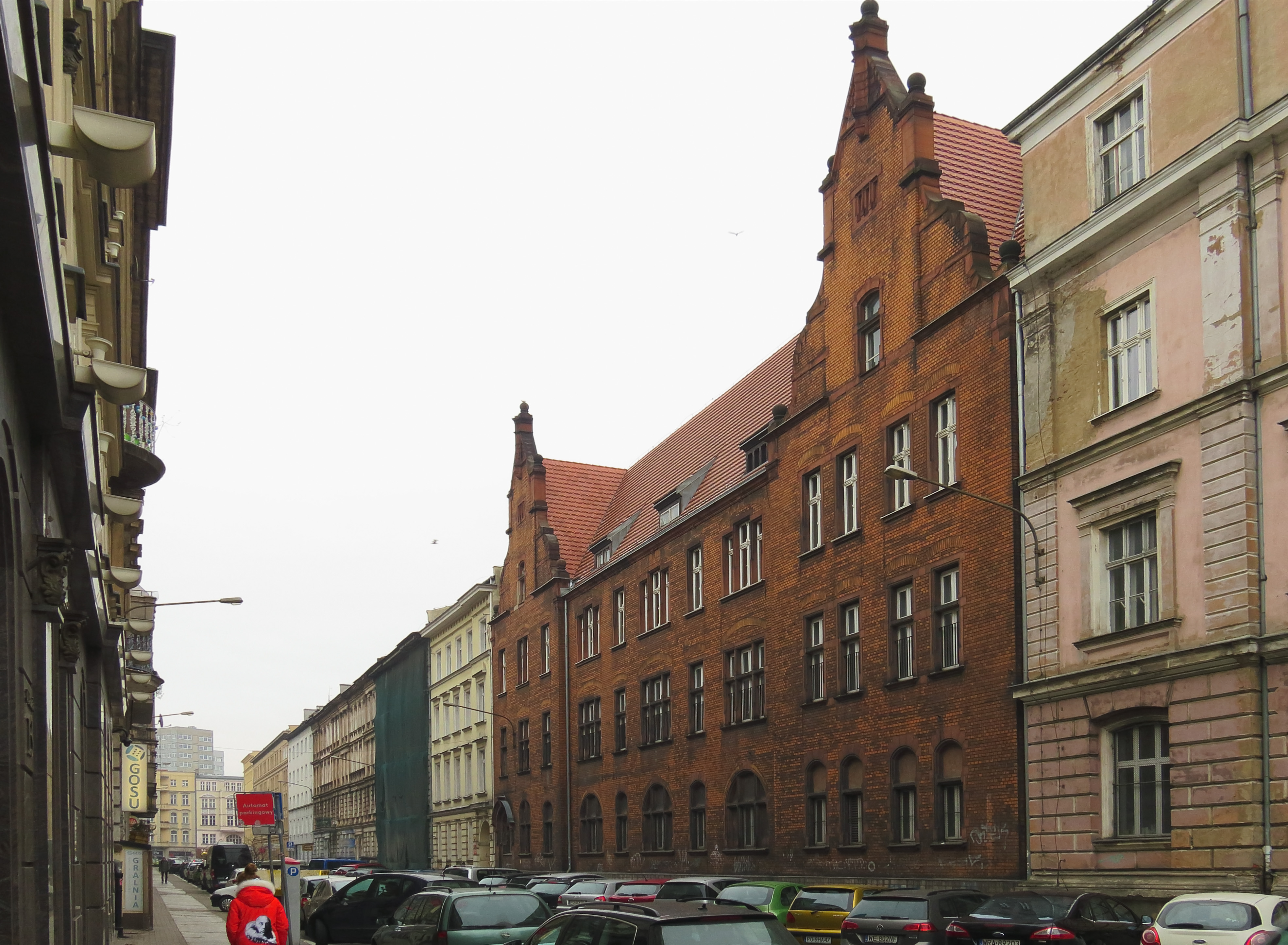
b. siedziba Wydziału Zamiejscowego Wojskowego Sądu PKP w Poznaniu przy ul. S. Taczaka 8

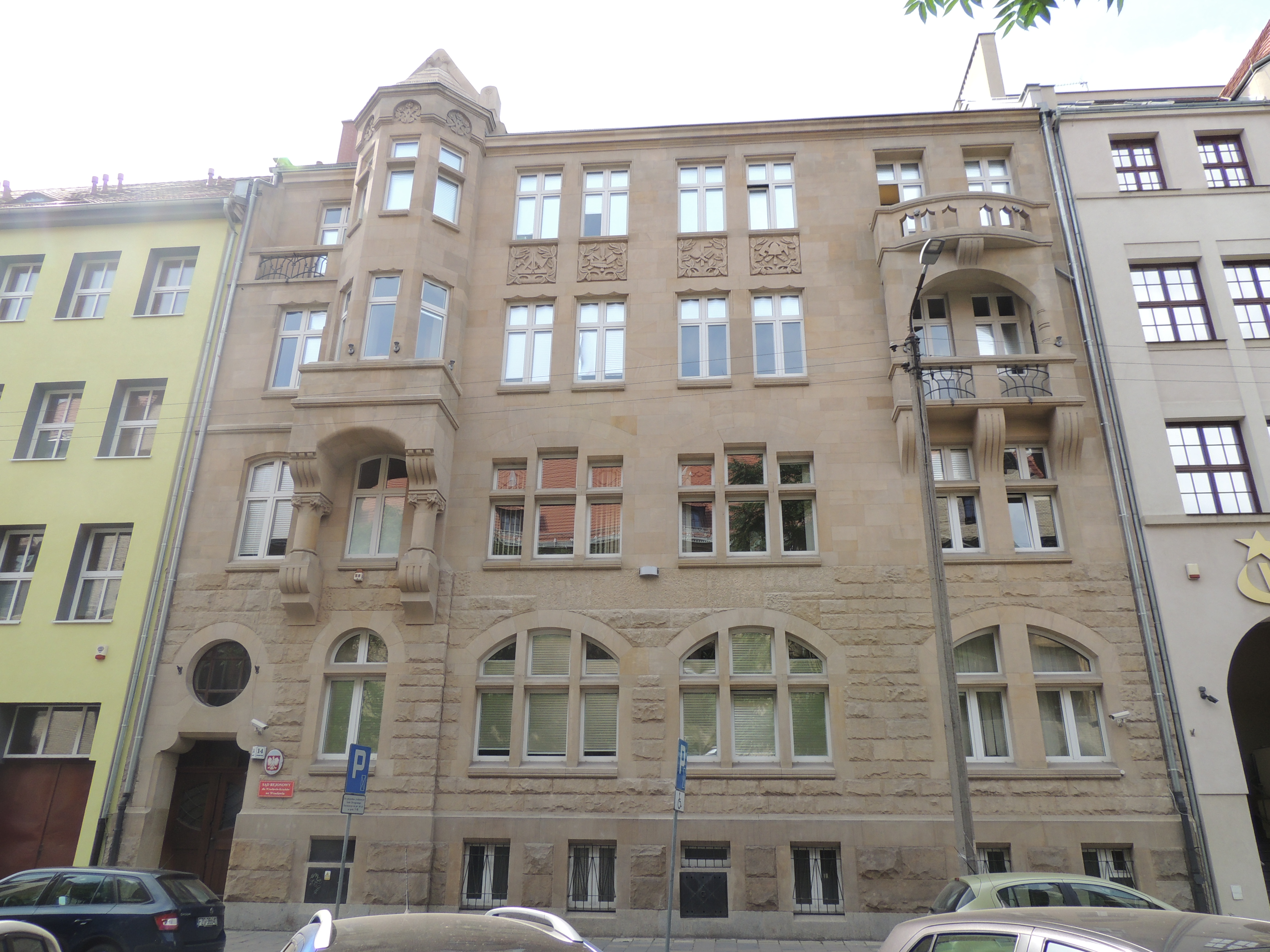
b. siedziba Wydziału Zamiejscowego Wojskowego Sądu PKP we Wrocławiu przy ul. Joanitów 14

Sąd Wojskowy PKP – organ sądownictwa wojskowego powołany do orzekania w sprawach popełnionych przestępstw w przedsiębiorstwie Polskich Kolei Państwowych, działający w latach 1944–1949.
Wydzielony organ pn. Sąd Wojskowy PKP oraz ekspozytury zostały powołane w wyniku wydanego przez PKWN w dniu 4 listopada 1944 dekretu o militaryzacji PKP, oraz na podstawie rozkazu organizacyjnego Naczelnego Dowódcy Wojska Polskiego z 25 listopada 1944 opartego na art. 17 i 69 dekretu PKWN z 23 września 1944 „Prawo o ustroju sądów wojskowych i Prokuratury Wojskowej”.
Siedzibą sądu był początkowo Lublin, a od 14 lutego 1945 – Warszawa, lokując ją w kompleksie budynków centralnych władz państwowych, oraz wielu resortów, m.in. komunikacji przy ul. Wileńskiej 4. Planowano powołanie 10 Sądów Wojskowych PKP. Ostatecznie, na podstawie rozkazu NDWP z 28 listopada 1946 i zarządzenia wykonawczego szefa Departamentu Służby Sprawiedliwości MON, powołano jedynie dwie delegatury (wydziały zamiejscowe) – we Wrocławiu, początkowo z siedzibą tymczasową w Katowicach, od 1 stycznia 1947 we Wrocławiu w budynku zajmowanym ówcześnie przez ZZK przy ul. Joannitów 14 i w Poznaniu w jednym z budynków DOKP przy ul. Stanisława Taczaka 8. Delegatury rozpoczęły działalność 1 lutego 1947. Zniesienie militaryzacji PKP nastąpiło 1 lipca 1949. Na mocy rozkazu z 10 sierpnia 1949 szef Departamentu Służby Sprawiedliwości MON został zobowiązany do rozformowania struktur Sądu Wojskowego PKP.